# Ilha Grass
A ilha Grass (54° 09′ S, 36° 40′ O) é uma ilha situada transversalmente à entrada do Porto de Stromness, na Baía de Stromness, na Geórgia do Sul. Era conhecida como "ilha Mutton", mas desde 1920 o nome ilha Grass tem sido constantemente usado.
Em 2000, a ilha ficou livre de ratazanas, com a ajuda de uma equipe da Nova Zelândia.